# اتریک، اسکاتلند
اِتریک (به انگلیسی: Ettrick) یک روستا در بریتانیا است که در اسکاتیش بوردرز واقع شده‌است.
اِتریک ۱۰۵ نفر جمعیت دارد.